# Robert Brent Thirsk
Robert Brent „Bob“ Thirsk OC (* 17. August 1953 in New Westminster, Provinz British Columbia, Kanada) ist ein ehemaliger kanadischer Astronaut. Er war der erste Kanadier, der mit einer Sojus flog und der erste Kanadier, der eine Langzeitmission unternahm.
Thirsk erhielt 1976 einen Bachelor in Maschinenbau von der University of Calgary und 1978 einen Master in Maschinenbau vom Massachusetts Institute of Technology. 1982 erhielt er einen Doktorgrad in Medizin von der McGill University und 1998 einen Master of Business Administration von der MIT Sloan School of Management.

## Astronautentätigkeit
Im Dezember 1983 wurde Thirsk vom National Research Council of Canada ausgewählt um dem kanadischen Astronautenprogramm beizutreten. Im Februar 1984 begann er mit seinem Astronautentraining. Er war Ersatzmann für den Nutzlastspezialisten Marc Garneau, der mit der Space-Shuttle-Mission STS-41-G am 5. Oktober 1984 ins All flog. Er nahm an zahlreichen Parabelflügen an Bord einer Boeing KC-135 der NASA teil und war an verschiedenen Projekten zur Weltraummedizin, zur Internationalen Raumstation (ISS), zur Missionsplanung und zur Fortbildung mit der Canadian Space Agency beteiligt. Er leitete ein internationales Forschungsteam, welches den Effekt der Schwerelosigkeit auf das Herz- und Kreislaufsystem untersuchte. Sein Team entwickelte und testete einen experimentellen Anti-Schwerkraft-Anzug der Astronauten helfen soll, den Auswirkungen langer Weltraumflüge auf das Kreislaufsystem zu widerstehen.
Von 1993 bis 1994 war er Chef-Astronaut der kanadischen Weltraumagentur. Im Februar 1994 war er Kommandant der CAPSULS-Mission, einer simulierten siebentägigen Weltraummission, an der zahlreiche internationale Beobachter und drei andere kanadische Astronauten beteiligt waren.

### STS-78
Am 20. Juni 1996 flog Thirsk als Nutzlastspezialist mit der Raumfähre Columbia (STS-78) auf der bis dahin längsten Mission eines Space Shuttles (16d 21h 48min). Aufgabe waren Schwerelosigkeitsexperimente im Life and Microgravity Spacelab (LMS). Diese wurden als Grundlage für zukünftige Experimente auf der Internationalen Raumstation (ISS) benötigt. Auf dieser Mission schrieb Thirsk zwei Artikel für die Zeitung Calgary Sun, die bereits veröffentlicht wurden, als Thirsk noch im All war.

### Astronautenfortbildung
1998 ging Thirsk zum Johnson Space Center nach Houston, um am dortigen Astronautentrainingsprogramm der NASA teilzunehmen. Er erlernte den Umgang mit den Systemen des Space Shuttles und der Internationalen Raumstation, Weltraumausstiege, Robotereinsatz und die russische Sprache. Thirsk arbeitete als Verbindungssprecher (CAPCOM) für die ISS.
Im Oktober 2004 nahm Thirsk an einer elftägigen Mission im NEEMO-Unterwasserlabor der NASA in Key Largo teil. Ebenfalls 2004 absolvierte er ein Training am Juri-Gagarin-Kosmonautentrainingszentrum in Swjosdny Gorodok zum Bordingenieur für das Sojus-Raumschiff. Für die ISS-Mission Sojus TMA-6 war er im April 2005 Ersatzbordingenieur für den ESA-Astronauten Roberto Vittori. Ende 2007 nahm Thirsk an einem EUROCOM-Training (EUROCOM = europäischer CAPCOM) im deutschen Columbus-Kontrollzentrum der ESA teil.

### ISS-Expedition 20/21
Thirsk wurde der ISS-Expedition 20 als Bordingenieur für die Internationale Raumstation zugeteilt. Er startete am 27. Mai 2009 mit Sojus TMA-15 zur ISS und war damit der erste Kanadier, der mit einem Sojus-Raumschiff flog. Seine Rückkehr war ursprünglich für September 2009 mit der Space-Shuttle-Mission STS-129 geplant. Durch Verzögerungen im Shuttle-Flugplan verschob sich der Flug von STS-129 schließlich auf November 2009. Damit im Falle einer weiteren Verschiebung von STS-129 sich seine Rückkehr nicht zu sehr verzögert hätte, wurde Thirsks Rückflug auf das gleiche Sojus-Raumschiff verlegt, mit dem er startete. Damit wurde er auch Mitglied der Expedition 21 auf der ISS. Er landete schließlich am 1. Dezember 2009 mit Sojus TMA-15 in Kasachstan. Insgesamt verbrachte er über 185 Tage an Bord der ISS.
Mit 204 Tagen im All ist Thirsk der erfahrenste kanadische Astronaut.

## Zusammenfassung
| Nr. | Mission      | Funktion           | Flugzeitraum        | Flugdauer    |
| --- | ------------ | ------------------ | ------------------- | ------------ |
| 1   | STS-78       | Nutzlastspezialist | 20.06. – 07.07.1996 | 16d 21h 48m  |
| 2   | Sojus TMA-15 | Bordingenieur      | 27.05. – 01.12.2009 | 187d 20h 42m |

## Weitere Karriere
Thirsk verließ die CSA am 13. August 2012 und ist seitdem Vizepräsident des Bereichs Public, Government and Institute Affairs der Canadian Institutes of Health Research.

## Privates
Robert Thirsk ist verheiratet und hat drei Kinder.